# Randall Duk Kim
Randall Duk Kim (né le 24 septembre 1943) est un acteur américano-coréen, principalement connu en France pour son rôle du maître des clés dans le film Matrix Reloaded réalisé en 2003 par les Wachowski.
En 2009, on a pu le voir dans le film Dragonball Evolution d’après l'œuvre d’Akira Toriyama dans le rôle de Gohan, le grand-père adoptif de Goku.

## Filmographie partielle
- 1968 : Hawaï police d'État
- 2001 : Tribunal central (100 Centre Street)
- 2001 : L'Empire du roi-singe ou Le Dernier Empire ou La Légende de Monkey King (The Lost Empire ou The Monkey King) de Peter MacDonald
- 2003 : Matrix Reloaded
- 2005 : Mémoires d’une geisha
- 2006 : Thief : oncle Lau (mini-série)
- 2008 : Fringe
- 2008 : New Amsterdam
- 2008 : Cashmere Mafia
- 2008 : Kung Fu Panda
- 2008 : Kung-Fu Panda : Les Secrets des cinq cyclones (Secrets of the Furious Five)
- 2009 : Dragonball Evolution
- 2009 : Ninja Assassin
- 2010 : Le Dernier Maître de l'air (The Last Airbender)
- 2011 : Person of Interest
- 2014 : John Wick
- 2019 : John Wick Parabellum